# Flaga Udmurcji
Flaga Udmurcji – znak solarny jest powszechnym w Azji symbolem szczęścia i ochrony przed złem. Poszczególne barwy oznaczają:
- Czerń – trwałość i ziemię,
- Biel – czyste podstawy moralne oraz Wszechświat,
- Czerwień – to życie i słońce.

Przyjęta 3 grudnia 1993 roku. Proporcje 1:2.